# Sundsta gård

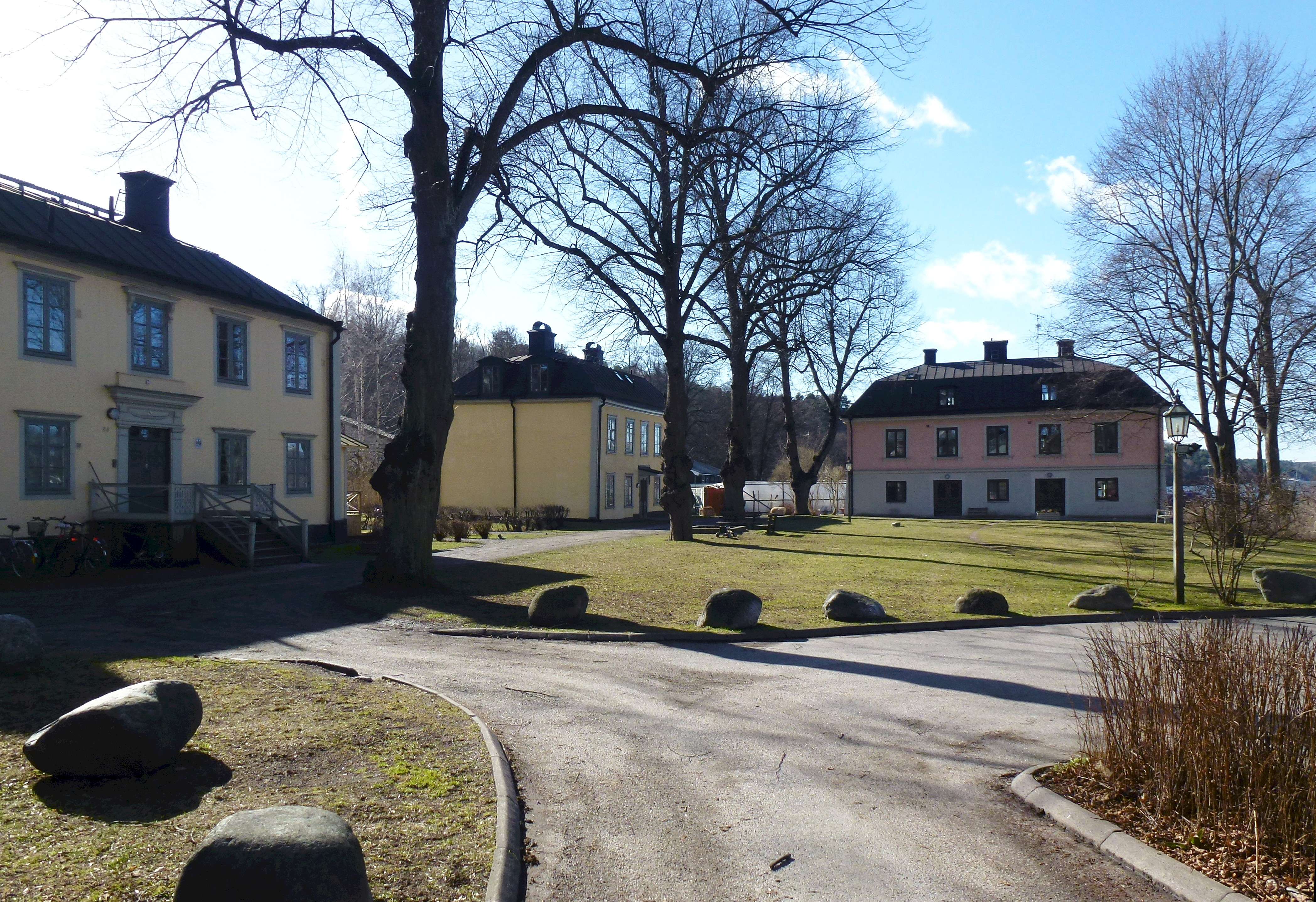
Sundsta gård, huvudbyggnad och flygelbyggnader, 2014.

Sundsta gård är en herrgård och tidigare torp från 1700-talet beläget nära Hammarbyslussen, med adress Sundstabacken 4-8 i stadsdelen Årsta, södra Stockholm. Den är belägen i Brännkyrka socken i Stockholms kommun. År 1756 avsöndrades Sundsta gård från säteriet Enskede gård och utvecklades därefter till ett herrgårdsliknande sommarställe. Här finns idag flera kulturhistoriskt värdefulla byggnader från 1800-talets första hälft respektive 1900-talets början. Husen är blåklassade av Stadsmuseet i Stockholm, vilket innebär att bebyggelsens kulturhistoriska värde av stadsmuseet anses motsvara fordringarna för byggnadsminnen i Kulturmiljölagen. Anläggningen ägs av AB Stadsholmen och nyttjas som flerbostadshus med elva hyreslägenheter.

## Historik

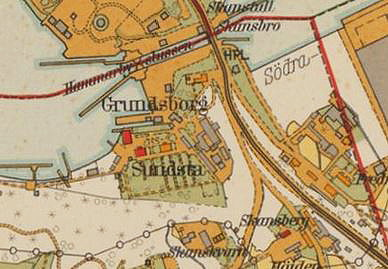
Sundsta och Grundsborg på 1920-talet.

Gårdens historik går troligen tillbaka till 1200-talet, då Sankta Klara kloster erhöll Sundsta som gåva av Magnus Ladulås. Sundsta gård uppfördes intill Årstavikens södra strand och vid västra sidan om landtungan mellan Johanneshov och Skanstull. Namnets bakgrund är okänd men det är sannolikt att den har med det sund att göra som en gång i tiden existerade mellan Årstaviken och Hammarby sjö och som genom den postglaciala landhöjningen försvann (se Landhöjningen i Stockholm). Strax bredvid låg gården Grundsborg, nämnd som krog 1784. På höjden ovanför står sedan 1850-talet väderkvarnen Skanskvarn.
Sundsta och Grundsborg var ursprungligen torp under säteriet Enskede gård. Läget intill Årstaviken var gynnsamt liksom den direkta närheten till Stockholms två viktiga färdvägar söderut, Göta Landsväg och Dalarövägen. År 1756 avsöndrades Sundsta gård från Enskede och utvecklades därefter till ett herrgårdsliknande sommarställe med lusthus och kägelbana. Marken omfattade fem tunnland vid Årstaviken och under 1800-talet låg här sommarnöjen och småindustrier om varann. Vid 1800-talets början etablerades industriell verksamhet med bland annat ett såpsjuderi. Efter en brand på 1820-talet uppfördes nya byggnader på Sundsta, det är tre av dessa hus som finns kvar idag. Initiativtagaren till nybygget var kryddkramhandlaren N. Holmberg från Stockholm, som bodde här fram till sin död på 1850-talet.
Efter Holmberg ägdes gården av hans dödsbo, som 1858 arrenderade ut den till M.O. Ling från Stockholm. Han hyrde i sin tur ut till Anton Ekholm som tillsammans med en medarbetare drev ett stärkelsebruk på platsen. År 1881 förvärvade Stockholms stad fastigheten Sundsta/Grundsborg, en säkerhetsåtgärd för att skydda och övervaka vattentäkten för det nybyggda Skanstullsverket.  Ny arrendator blev trädgårdsmästaren Emil Friberg, som bland annat drev en mycket lönsam tobaksodling på platsen. Kring sekelskiftet 1900 bodde en del av vattenverkets personal på Sundsta, bland dem undermaskinister, järnarbetare, kolskyfflare och eldare (vattenverkets pumpar drevs av ångmaskiner). Då uppfördes även den gula  uthuslängan vid Sundstabacken. Skanstullsverket var i drift till 1918 och Eriksdalsverket stängdes 1923, varefter all vattenförsörjning till Stockholm övertogs av det 1904 invigda Norsborgsverket i Norsborg. I samband med det flyttade även vattenverkets personal från Sundsta och vanliga hyresgäster flyttade in.

### Historiska bilder

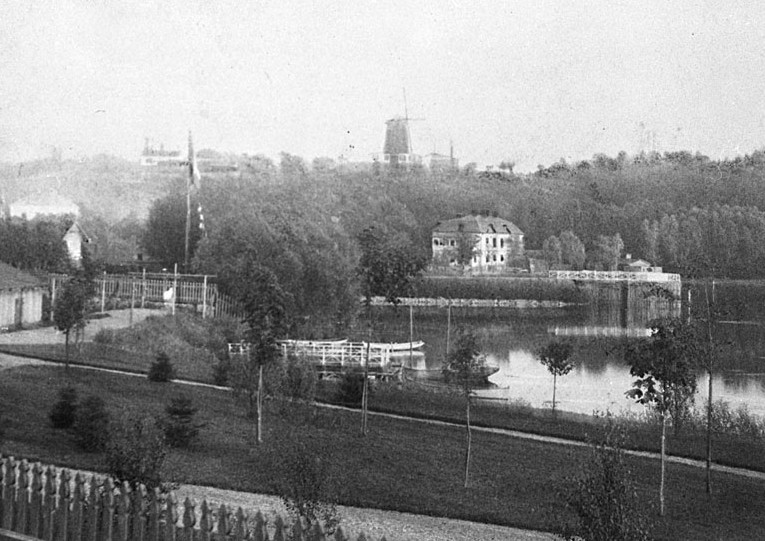
Sundsta gård med Skanskvarn i bakgrunden, 1899.
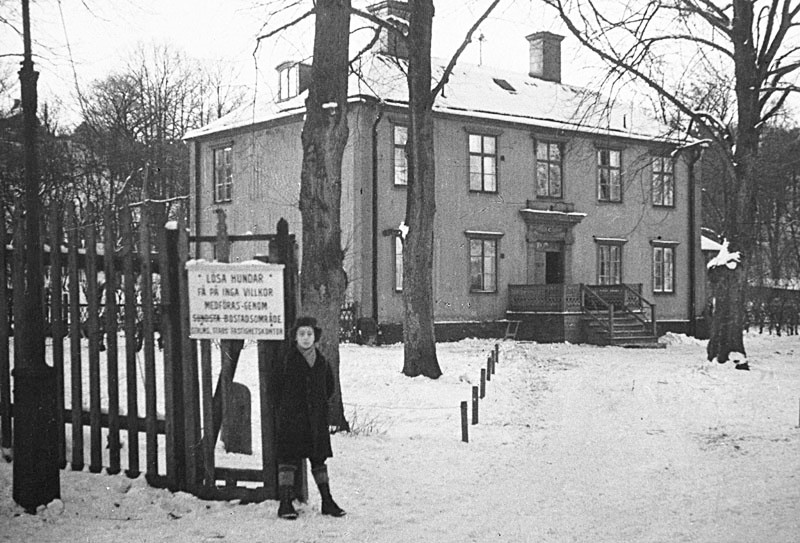
Sundsta gård, flygelbyggnad, från nordost, 1933.
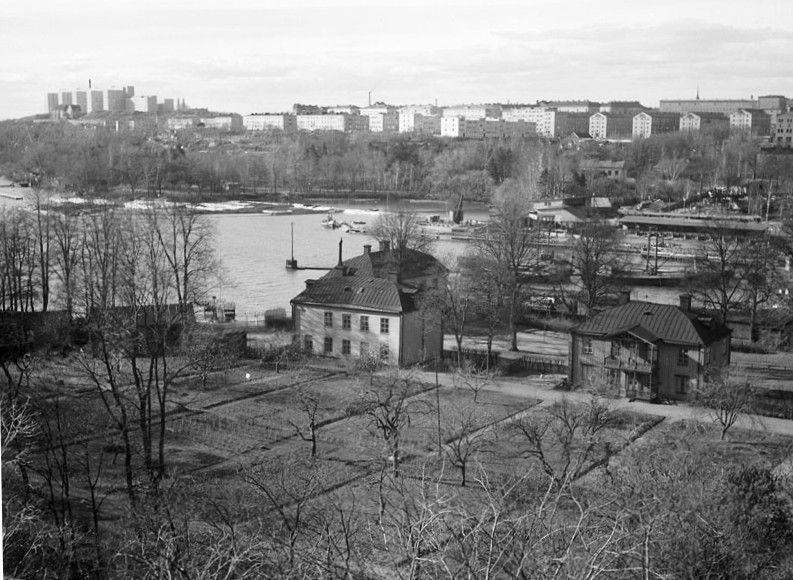
Sundsta gård med Södersjukhuset i bakgrunden, 1943.
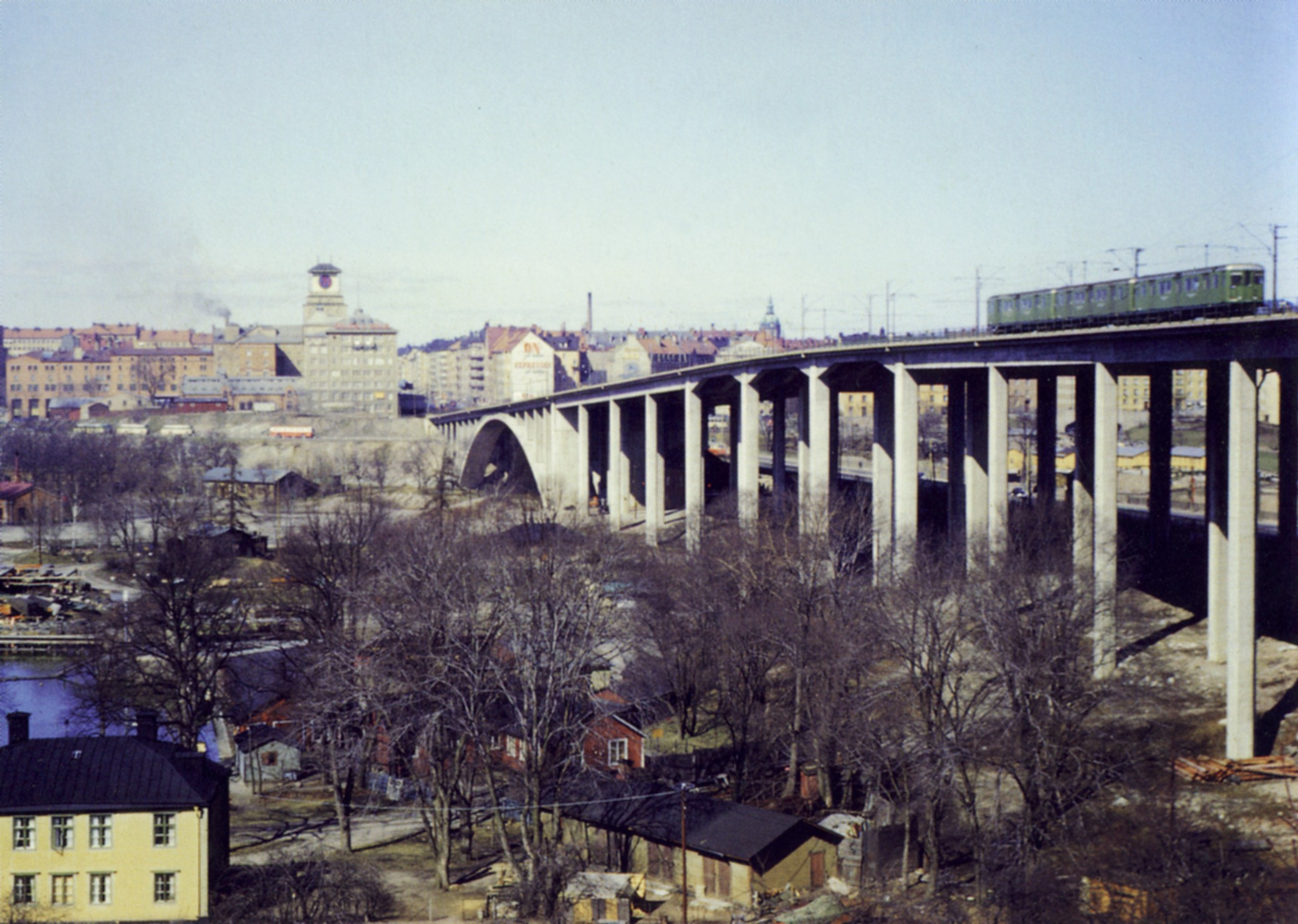
Sundsta gård (nere till vänster) och Skanstullsbron, 1953.

## Byggnader
- Huvudbyggnad, Sundstabacken 4A, 4B: Huset uppfördes någon gång mellan 1838 och 1856. Det är det enda stenhus på platsen. Bottenvåningens fasader är grovputsade och liknar en hög sockel som är något utställd. Här låg ursprungligen tvättstuga och ett stort magasin med välvt tak. I övre våningsplanet fanns bostäder. Nordgaveln smyckades på sena 1800-talet av en stor glasveranda. På 1940-talet anordnades ett skyddsrum i bottenvåningen.[5] På en äldre karta och illustration kallas huset även för Grundsborg.[6] På andra kartor redovisas Grundsborg lite längre norrut.
- Flygelbyggnad, Sundstabacken 6: Huset uppfördes 1829 som bostadshus, magasin och såpsjuderi. Ursprungligen var fasaderna klädda med panel. Sitt nuvarande utseende fick byggnaden 1880, då huset höjdes, reveterades och putsades samt fick en annan fönsterindelning.
- Flygelbyggnad, Sundstabacken 8A, 8B: Huset uppfördes efter en brand 1825 som bostadshus. Det har panelade fasader och utmärker sig genom en klassicistisk entréport. Huset har med sitt brutna tak ett typiskt 1700-talsutseende, men är inte så gammalt.[7] Tidigare fanns även åt söder en träveranda med snickarglädje.
- Uthuslänga, Sundstabacken 8D, 8G: Den låga träbyggnaden vid entrésidan uppfördes i början av 1900-talet. Huset är en envåningsbyggnad med fasader i gulmålad, liggande träpanel med rödmålade detaljer. Längan rymde ursprungligen tvättstuga, mangelbod och vedbodar. På platsen stod tidigare en ladugård. Idag finns bland annat tvättstuga, lägenhetsförråd och soprum i huset.[4]

### Nutida bilder, byggnader

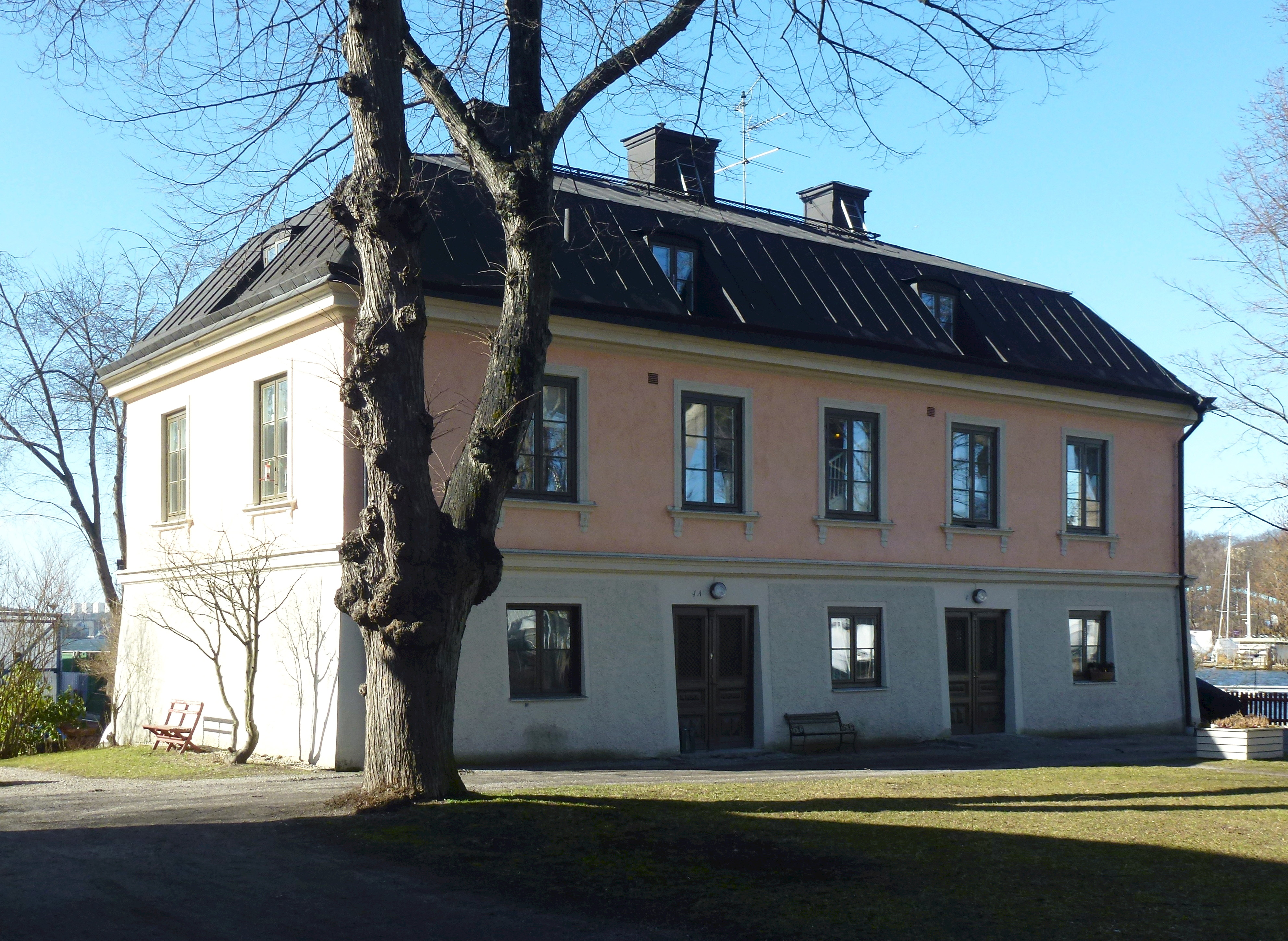
Sundstabacken 4 från sydost.
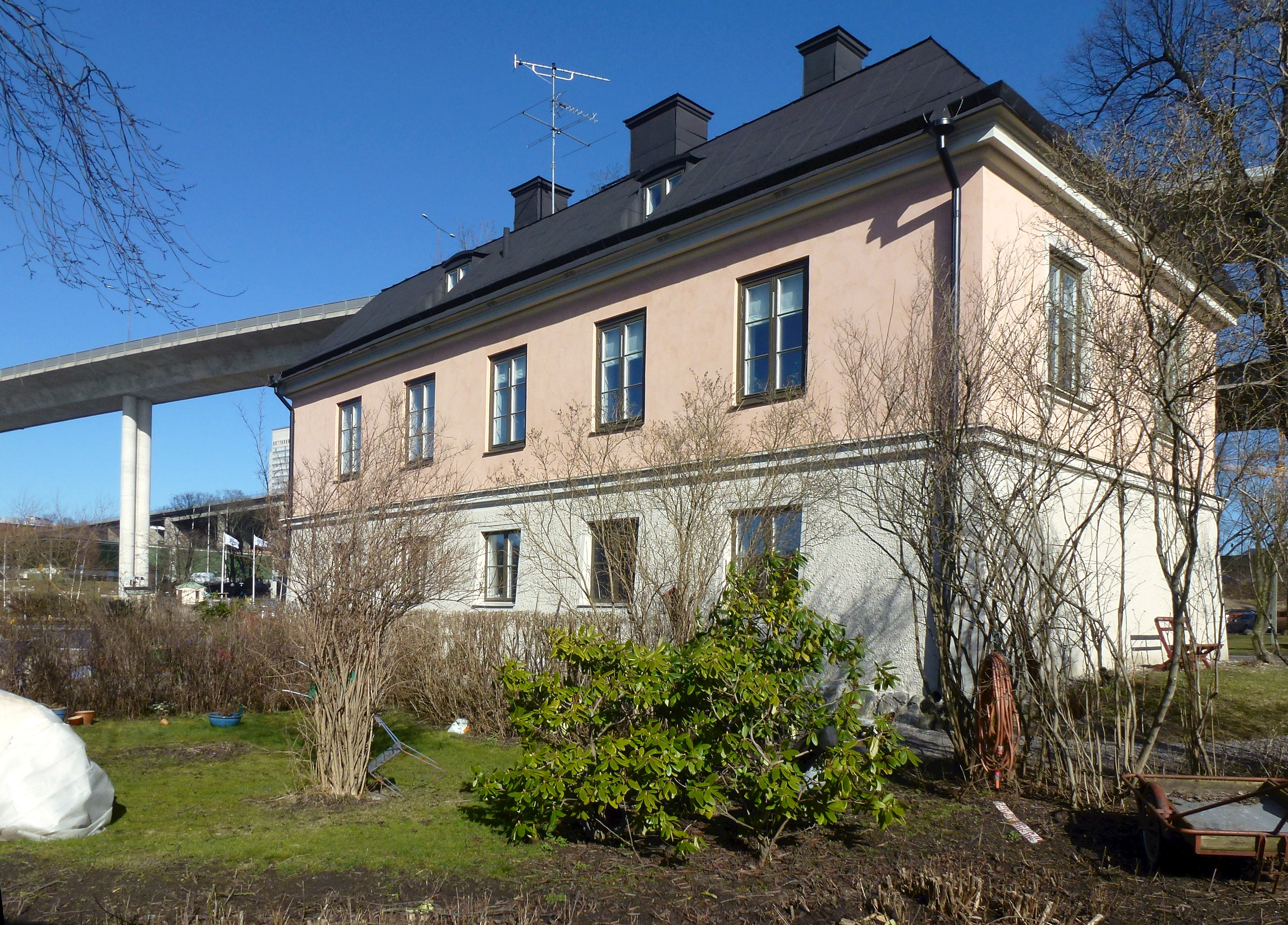
Sundstabacken 4 från sydväst.
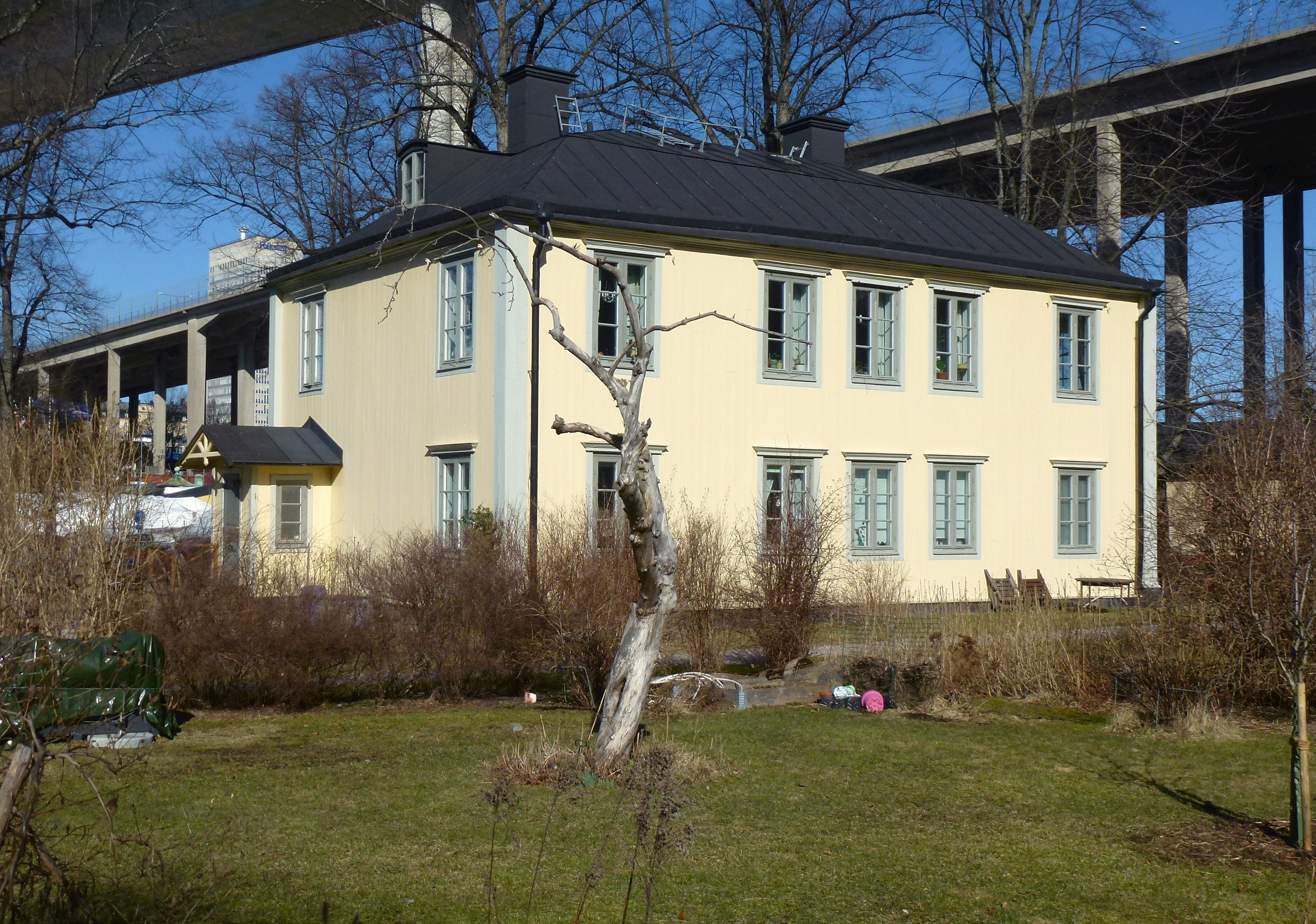
Sundstabacken 8 från sydväst.
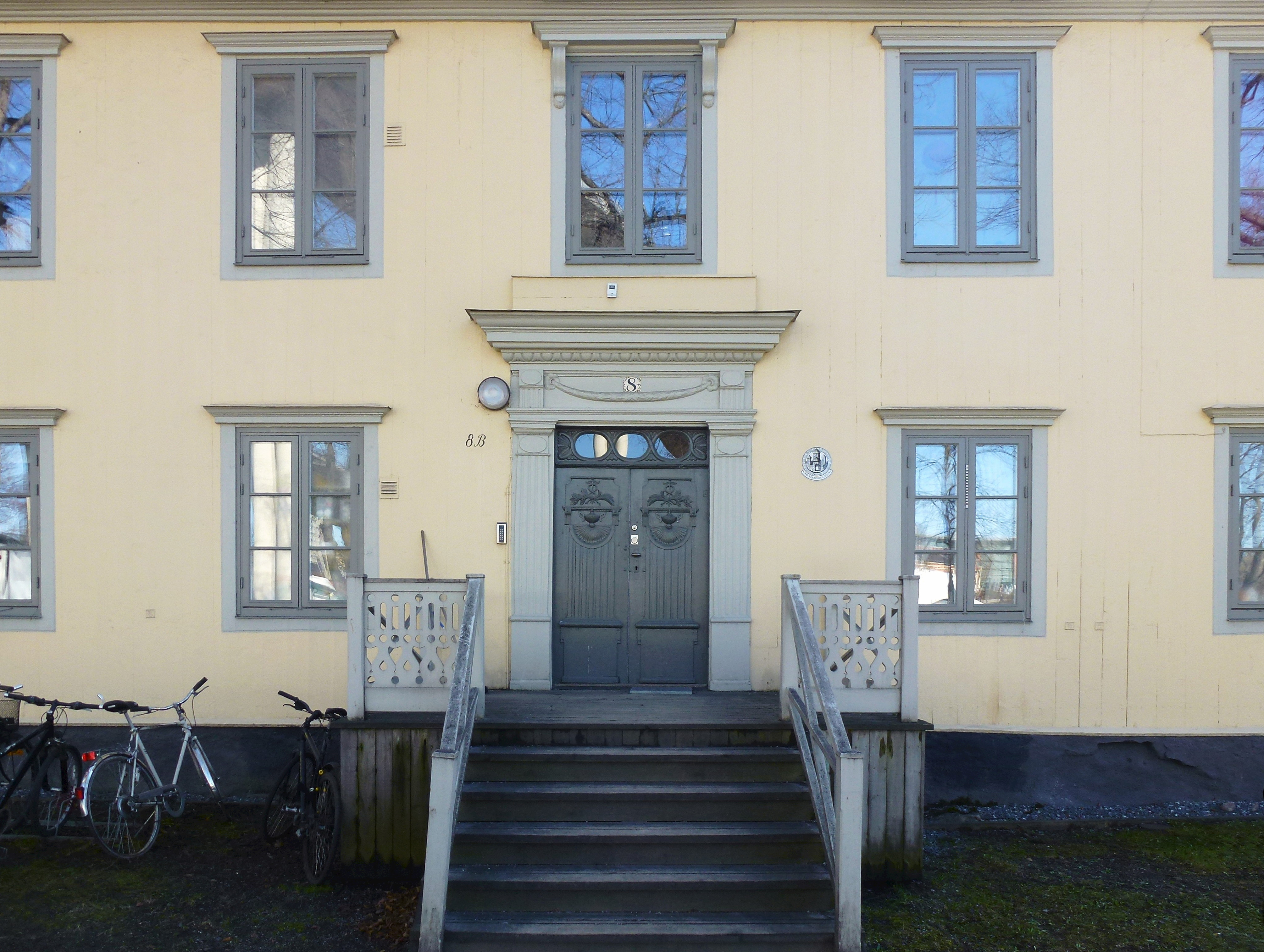
Sundstabacken 8, entrén.
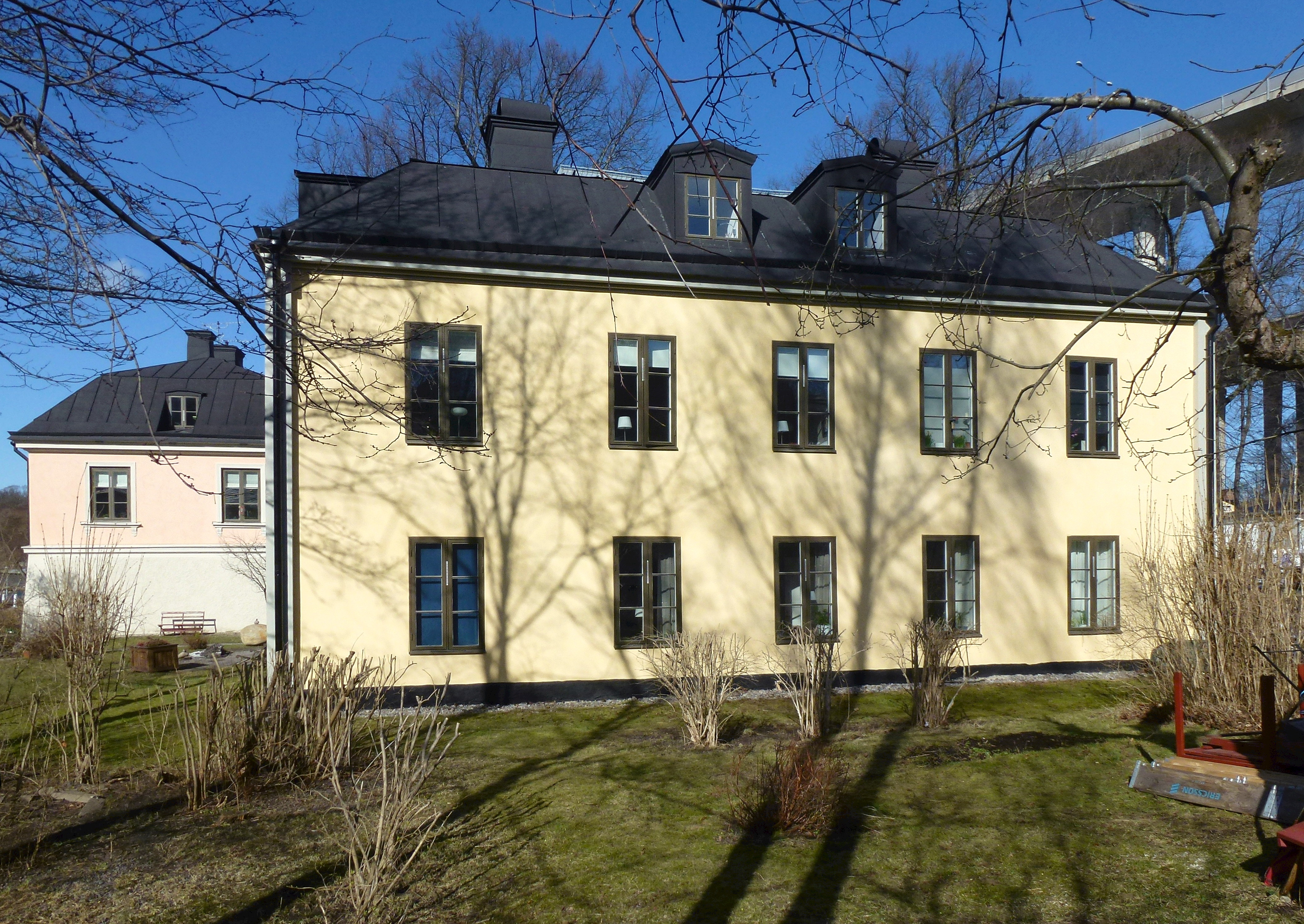
Sundstabacken 6 från syd.
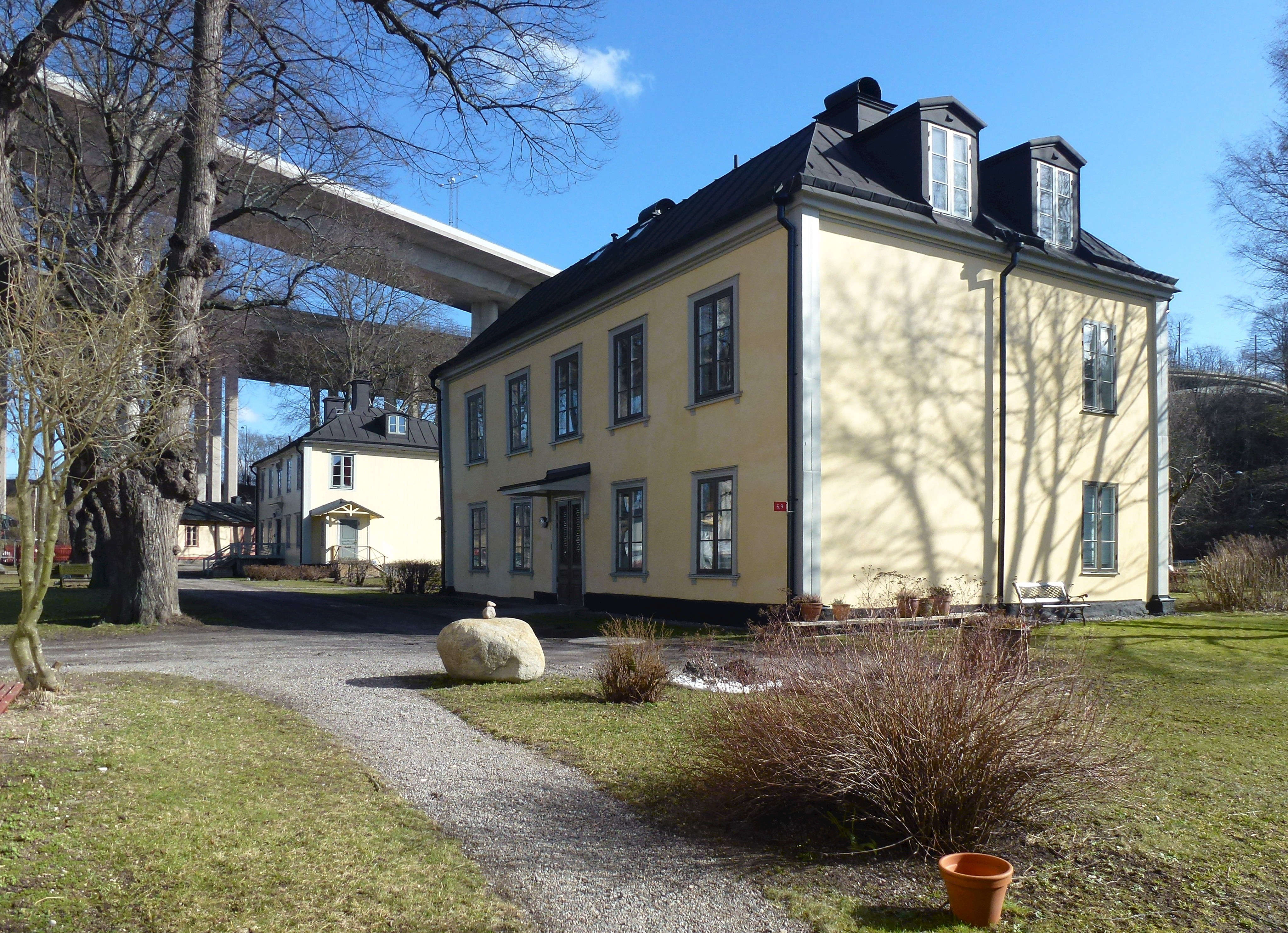
Sundstabacken 6 från nordväst.
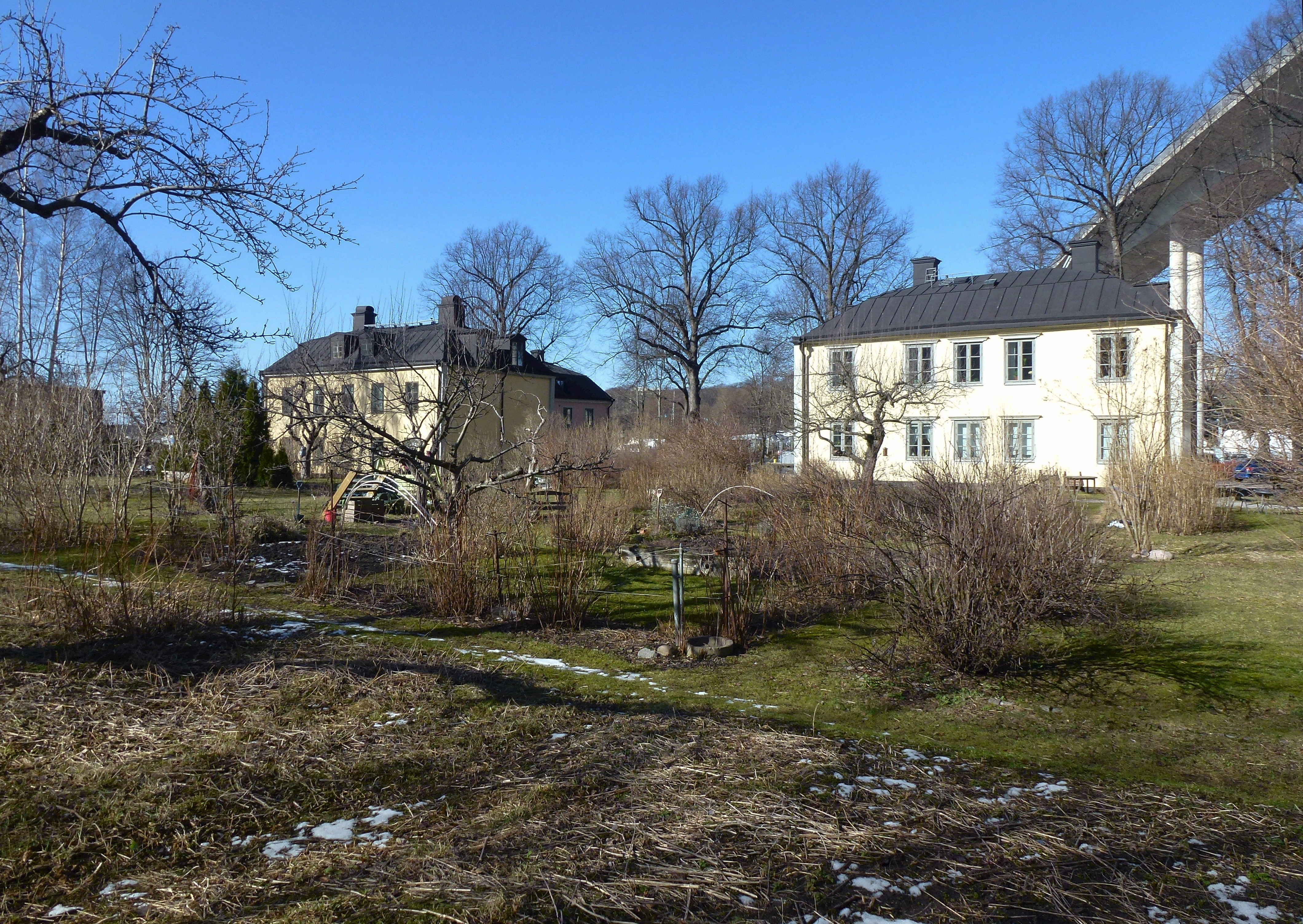
Trädgården från syd.
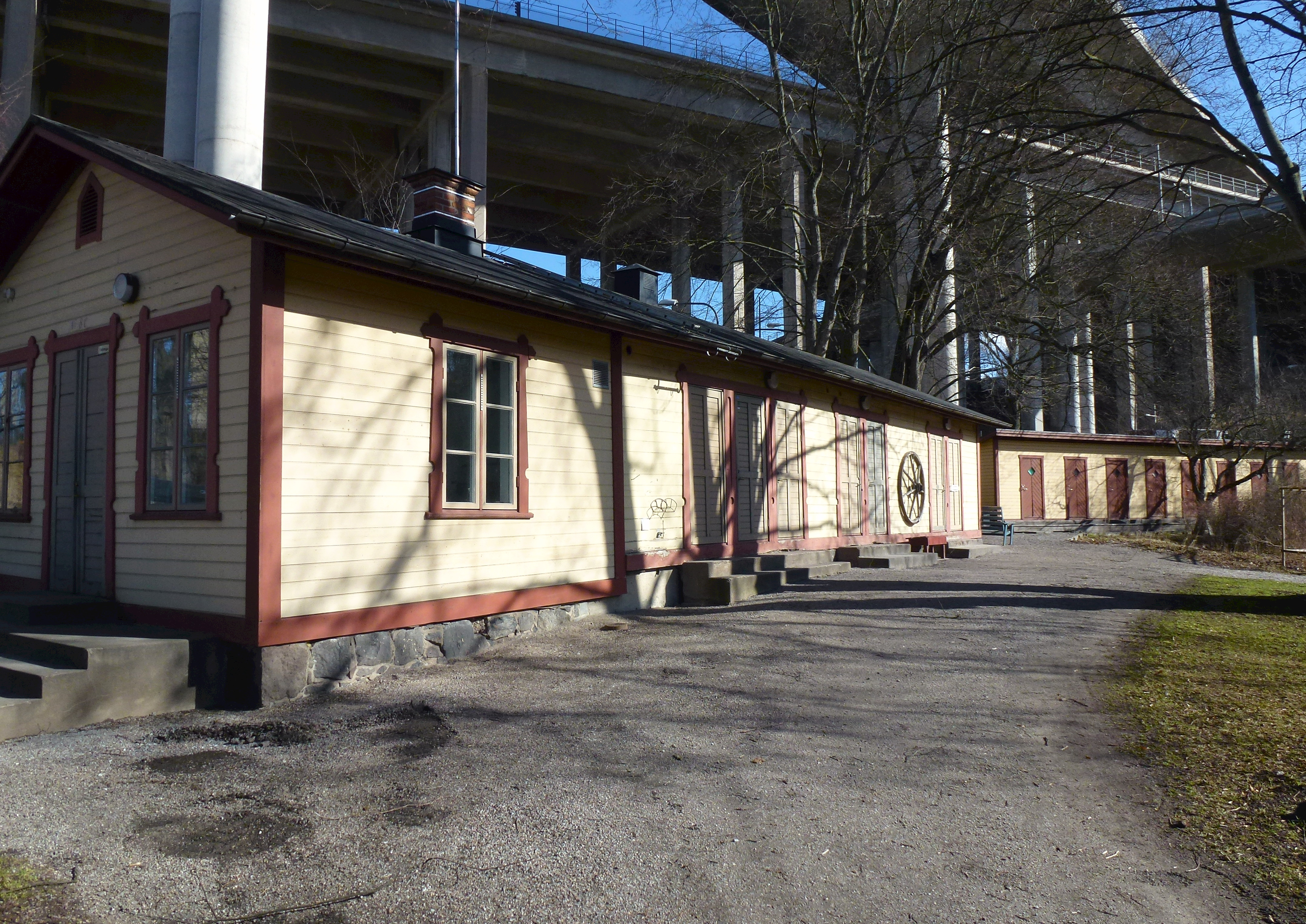
Uthuslängan med tvättstuga och förråd.

## Sundsta idag
I en utvidgad och ändrad stadsplan för Skansbron och Skanstullsbron från 1977 markerades Sundsta gård med omgivande markområde som reservat för kulturhistoriskt värdefull bebyggelse. I planen föreslogs även att gårdens gamla trädgård skulle kunna användas som odlingslotter. I början av 1980-talet anlades Johanneshovsbron (invigd 9 oktober 1984), vars betongkonstruktion  numera "svävar" högt över Sundsta gård. Idag ägs fastigheten Sundsta gård 1 av Svenska bostäders AB Stadsholmen. I de tre husen finns totalt elva lägenheter och en lokal.
Sundsta gård är blåklassad (den högsta klassen) av Stockholms stadsmuseum, vilket innebär att bebyggelsens kulturhistoriska värde motsvarar fordringarna för byggnadsminnen i Kulturmiljölagen. Enligt ett förslag för Årstaskogens strandpromenad från år 2006, bör en strandpromenad ledas på en brygga förbi Sundsta gård och en utflyktsplats anläggas där.